# Christian Streich
Christian Streich est un footballeur allemand devenu entraîneur, né le 11 juin 1965.

## Biographie

### Carrière de joueur
Né le 11 juin 1965 à Weil-am-Rhein d’un père boucher, Christian Streich grandit dans la ville de Eimeldingen. Il commence sa carrière chez les seniors en troisième division avec le Fribourg FC en 1983, un an après avoir quitté le FV Lörrach. Lors de sa première saison, il remporte le titre avec le club fribourgeois, qui échoue ensuite dans l’ascension en 2e Bundesliga. Après une deuxième saison à ce niveau, Streich passe professionnel en rejoignant les Stuttgarter Kickers, en deuxième division. Il joue deux saisons à Stuttgart, avant de revenir à Fribourg, mais cette fois-ci au Sport Club, qui évolue lui aussi en 2e Bundesliga, mais n’y reste qu’une saison. Il s’engage ensuite avec le FC Hombourg, avec qui il fête un titre de vice-champion de deuxième division et la promotion en Bundesliga. Après une deuxième saison marquée par la relégation, il met un terme à sa carrière professionnelle et rejoint le Fribourg FC, qui évolue alors en quatrième division, où il s’arrête définitivement en 1994.

## Palmarès

### Entraîneur
- Vainqueur de la Coupe d'Allemagne espoirs en 2006, 2009 et 2011
- Champion d'Allemagne des moins de 19 ans en 2008
- Champion d'Allemagne de 2.Bundesliga en 2016

## Statistiques

### Entraîneur
| Saison    | Club/Équipe | Pays      | M   | V   | N   | D   | BP  | BC  |
| --------- | ----------- | --------- | --- | --- | --- | --- | --- | --- |
| 2011-2012 | SC Fribourg | Allemagne | 17  | 7   | 6   | 4   | 24  | 22  |
| 2012-2013 | SC Fribourg | Allemagne | 39  | 18  | 9   | 12  | 54  | 45  |
| 2013-2014 | SC Fribourg | Allemagne | 43  | 12  | 12  | 19  | 53  | 71  |
| 2014-2015 | SC Fribourg | Allemagne | 38  | 10  | 13  | 15  | 45  | 51  |
| 2015-2016 | SC Fribourg | Allemagne | 36  | 23  | 6   | 7   | 80  | 42  |
| 2016-2017 | SC Fribourg | Allemagne | 34  | 14  | 6   | 14  | 42  | 60  |
| 2017-2018 | SC Fribourg | Allemagne | 39  | 11  | 12  | 16  | 40  | 63  |
| 2018-2019 | SC Fribourg | Allemagne | 36  | 9   | 12  | 15  | 54  | 68  |
| 2019-2020 | SC Fribourg | Allemagne | 36  | 14  | 9   | 13  | 48  | 47  |
| 2020-2021 | SC Fribourg | Allemagne | 36  | 13  | 9   | 14  | 53  | 54  |
| 2021-2022 | SC Fribourg | Allemagne | 40  | 20  | 10  | 10  | 73  | 51  |
| 2022-2023 | SC Fribourg | Allemagne | 41  | 22  | 9   | 11  | 63  | 53  |
| 2023-2024 | SC Fribourg | Allemagne | 28  | 11  | 4   | 12  | 43  | 46  |
| Total     | Total       | Total     | 465 | 185 | 120 | 164 | 683 | 681 |